# フェリックス・プラッテ
フェリックス・プラッテ（Felix Platte, 1996年2月11日 - ）は、 ドイツ出身のサッカー選手。SCパーダーボルン07所属。ポジションはフォワード。

## 経歴
国内リーグデビューは2015年2月14日に行われたアイントラハト・フランクフルト戦。後半34分にケヴィン＝プリンス・ボアテングとの交代で出場した。
2015年2月18日に行われたチャンピオンズリーグ決勝トーナメント1回戦のレアル・マドリード戦ではクラース＝ヤン・フンテラールの負傷に伴い前半33分に途中出場した。内田篤人のパスからクロスバーに直撃するシュートを放つなど活躍し、アス紙の評価ではチーム最高点となる2点（3点満点中）を獲得した。
2016年2月1日、SVダルムシュタット98にレンタル移籍した。